# Vieux-Bourg (Morne-à-l'Eau)
Pour les articles homonymes, voir Vieux-Bourg (homonymie).
Vieux-Bourg (en créole : Vyébou) est une localité française située dans le département de la Guadeloupe. Elle est une des 45 sections de la commune française de Morne-à-l'Eau. Localement, il est couramment fait référence à ce village sous l'appellation de « Vieux-Bourg, Morne-à-l'Eau », par opposition au quartier du même nom implanté sur le territoire de la ville des Abymes.

## Géographie

### Situation
Situé au centre de la côte ouest de l'île de Grande-Terre, Vieux-Bourg est un petit village de pêcheurs baignant à l'ouest dans la baie du Grand Cul-de-sac marin et s'ouvrant à l'est sur la campagne mornalienne. 

## Voies de communication et transports

### Voies routières
Limité à l'ouest par la mangrove du Grand Cul-de-sac marin, seulement deux axes routiers permettent d'atteindre le village de Vieux-Bourg. Le premier, la route départementale 106 (RD 106), sur une distance de 6,5 km, relie, en partant du sud, le carrefour giratoire de Perrin (aux Abymes) au petit port de pêche.
Autrement, longue de 4 km, la route départementale 107 (RD 107) rattache Vieux-Bourg à Marieulle, une autre section communale de Morne-à-l'Eau, permettant ainsi de rejoindre la Route nationale 5 (RN5), axe routier principal de Guadeloupe qui relie, en passant par la ville du Moule, la zone nord de Pointe-à-Pitre (au niveau de sa jonction avec Les Abymes) à Saint-François, commune située à la pointe sud-est de la Grande-Terre.

### Voies fluviales

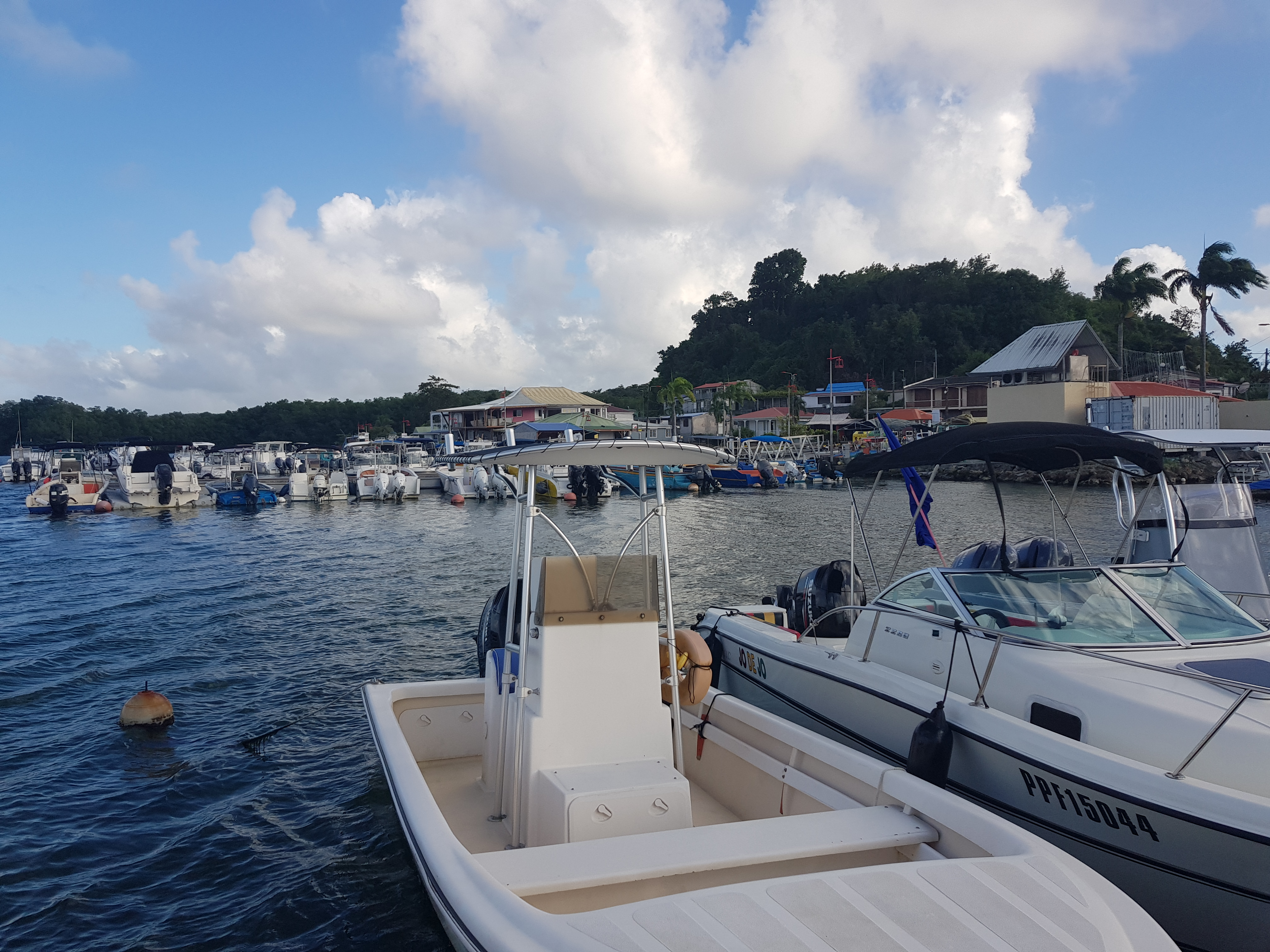
Port de Vieux-Bourg

- Canal Renard

## Histoire
Vieux-Bourg a été le centre de la paroisse jusqu'au percement du canal des Rotours entre 1826 et 1830 sous l'action du gouverneur Jean Julien Angot des Rotours, qui entraina le basculement de l'activité économique dans les terres au bourg de Grippon, la future commune de Morne-à-l'Eau.

## Culture et patrimoine

### Église de Vieux-Bourg

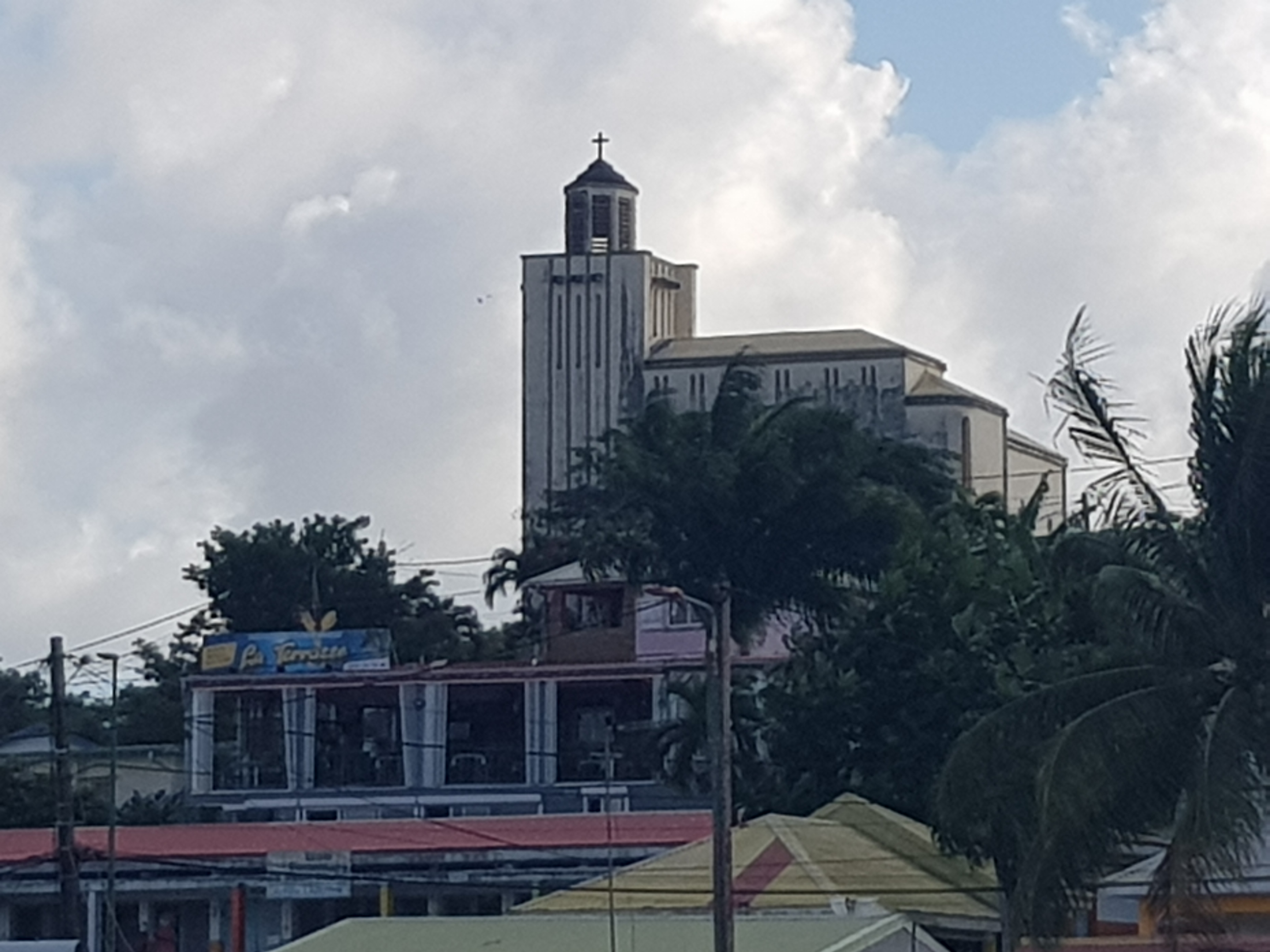
Église de Vieux-Bourg

Construite en haut d'un morne dominant le petit port de Vieux-Bourg, l'église du village est un édifice religieux de culte catholique auquel on accède par un chemin pentu, traversant un jardin aux espèces horticoles multiples, et menant à une succession de larges marches, aboutissant à son parvis. 
Latéralement à la nef, s'impose un clocher en forme de tour carrée à toit plat, surmontée d'un lanternon octogonal en amortissement, lui-même dominé d'une croix chrétienne. Les baies du beffroi donnant sur la chambre des cloches sont munies d'abat-sons de type persiennes en bois.

### Cimetière
Contigu à l'église, se trouve le cimetière paroissial, où repose Félix Gama, né en 1830 de l'esclave Clairine, à l'Habitation « Mon Repos ». Maire de la commune de 1900 à 1904, il fut le premier noir à y occuper la fonction de premier édile.

## Sports
Club sportif : Le Zénith de Vieux-Bourg, Football

## Galerie

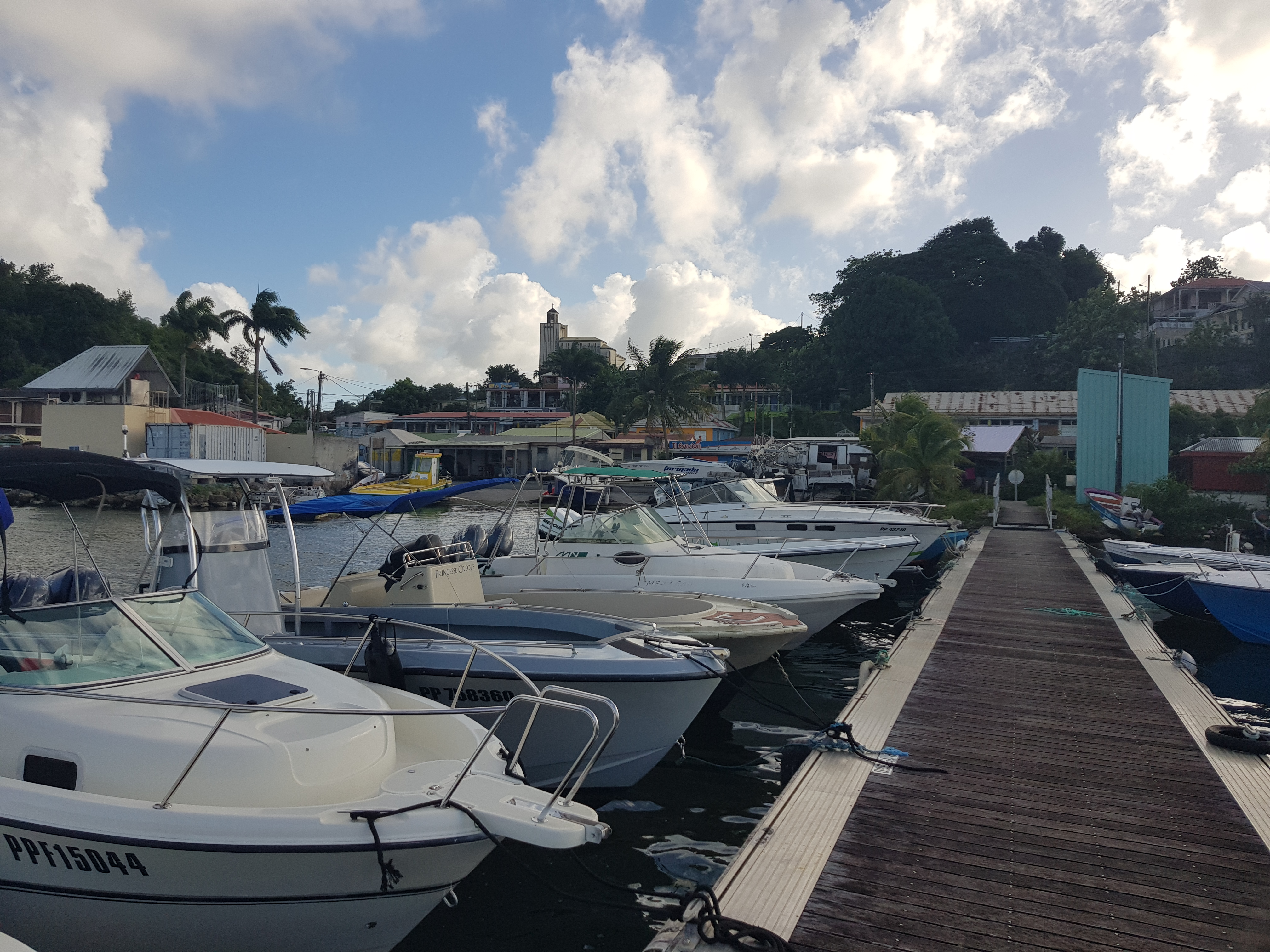
Le port de Vieux-Bourg
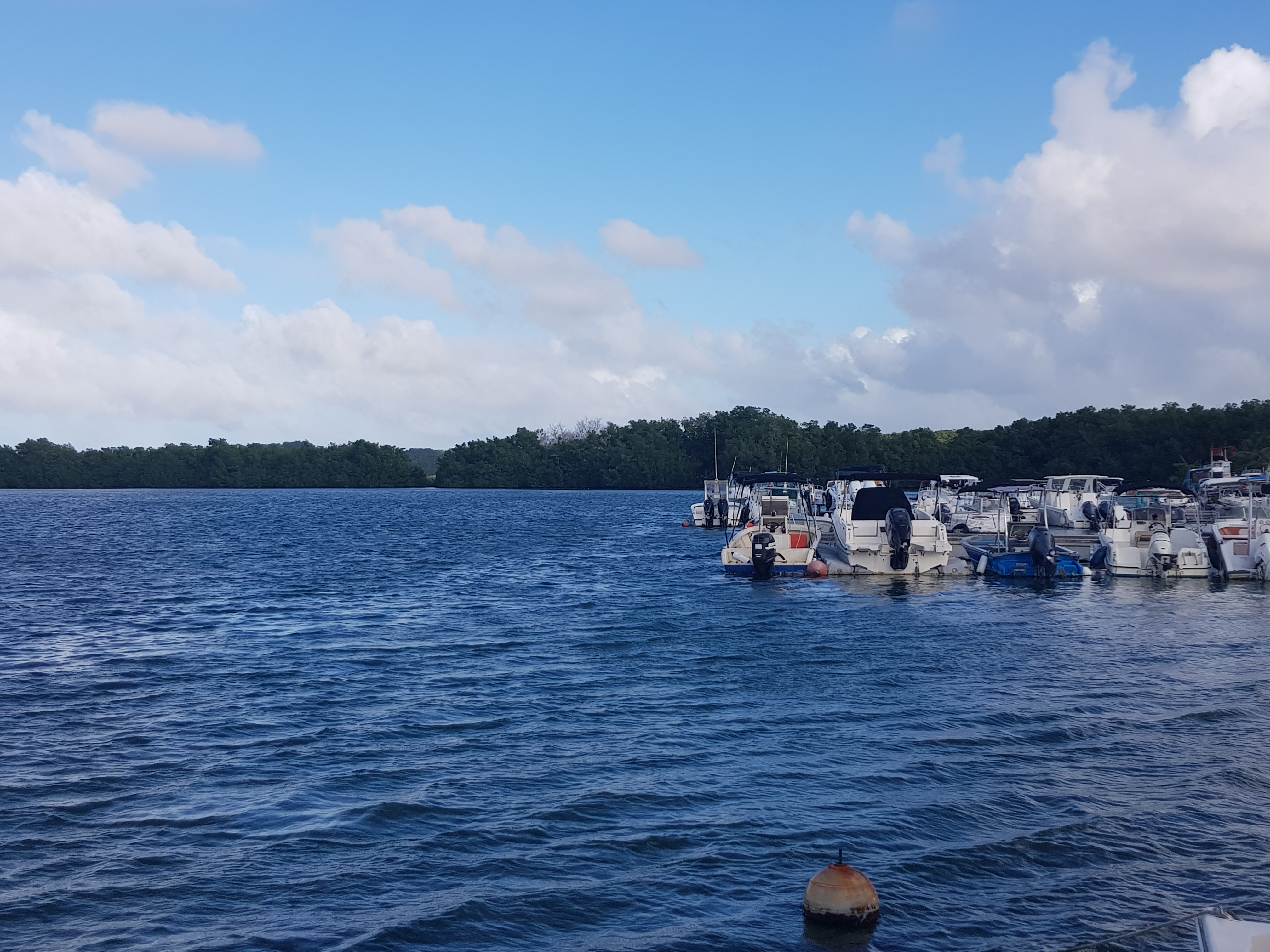
Port de Vieux-Bourg, vue sur la mangrove
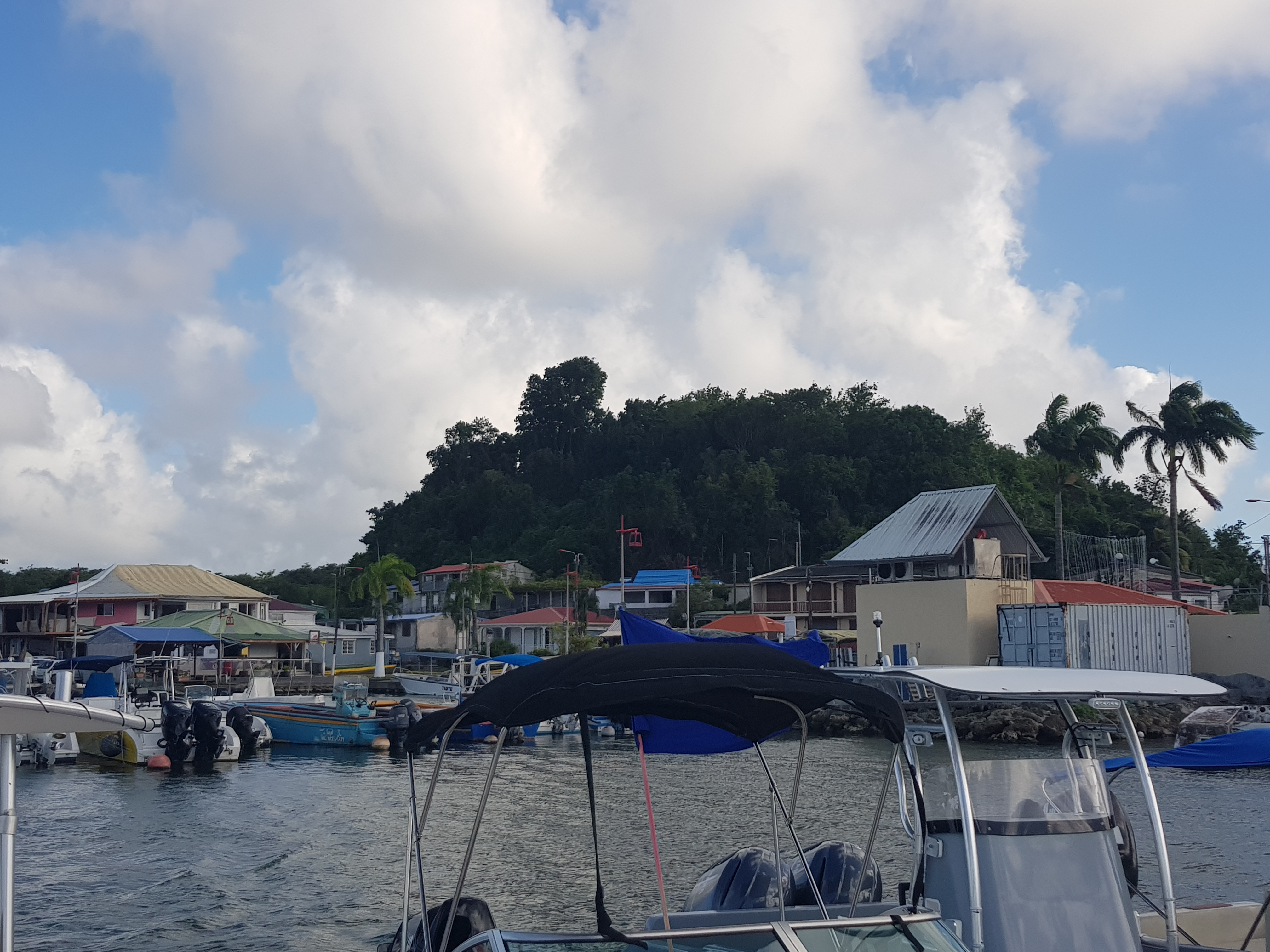
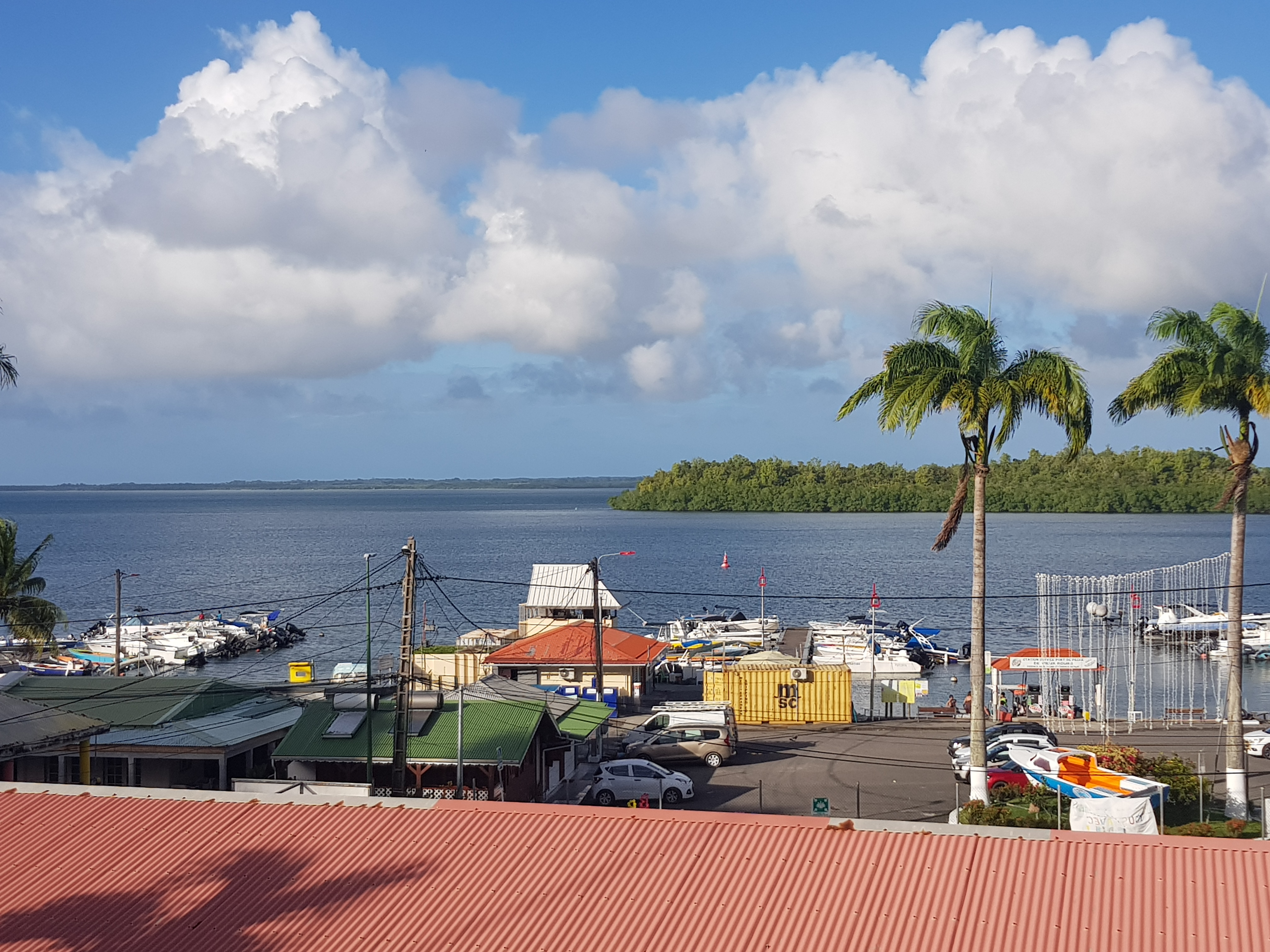
Vieux-Bourg, vue sur l'îlet Duberran
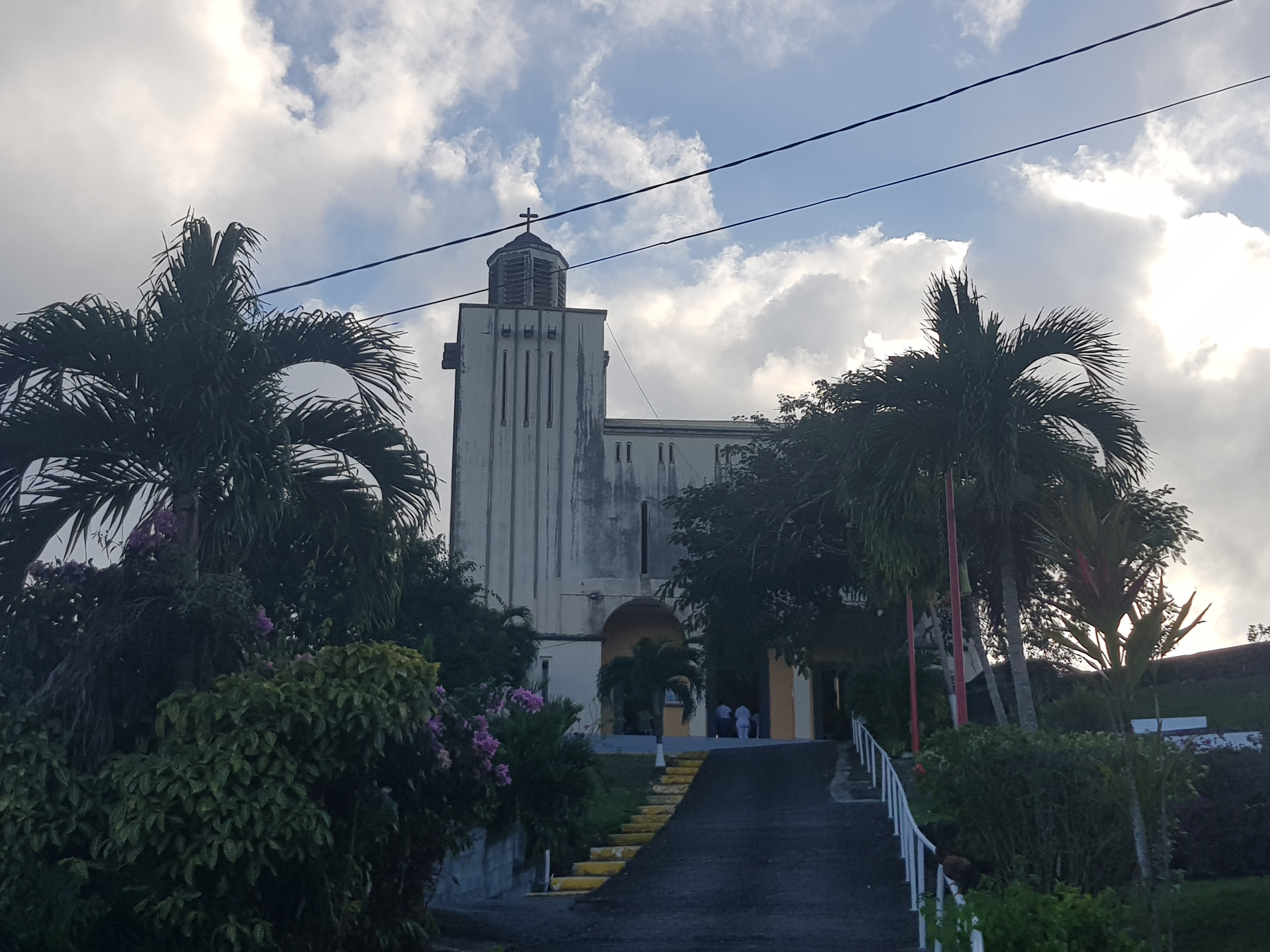
Vieux-Bourg (église)
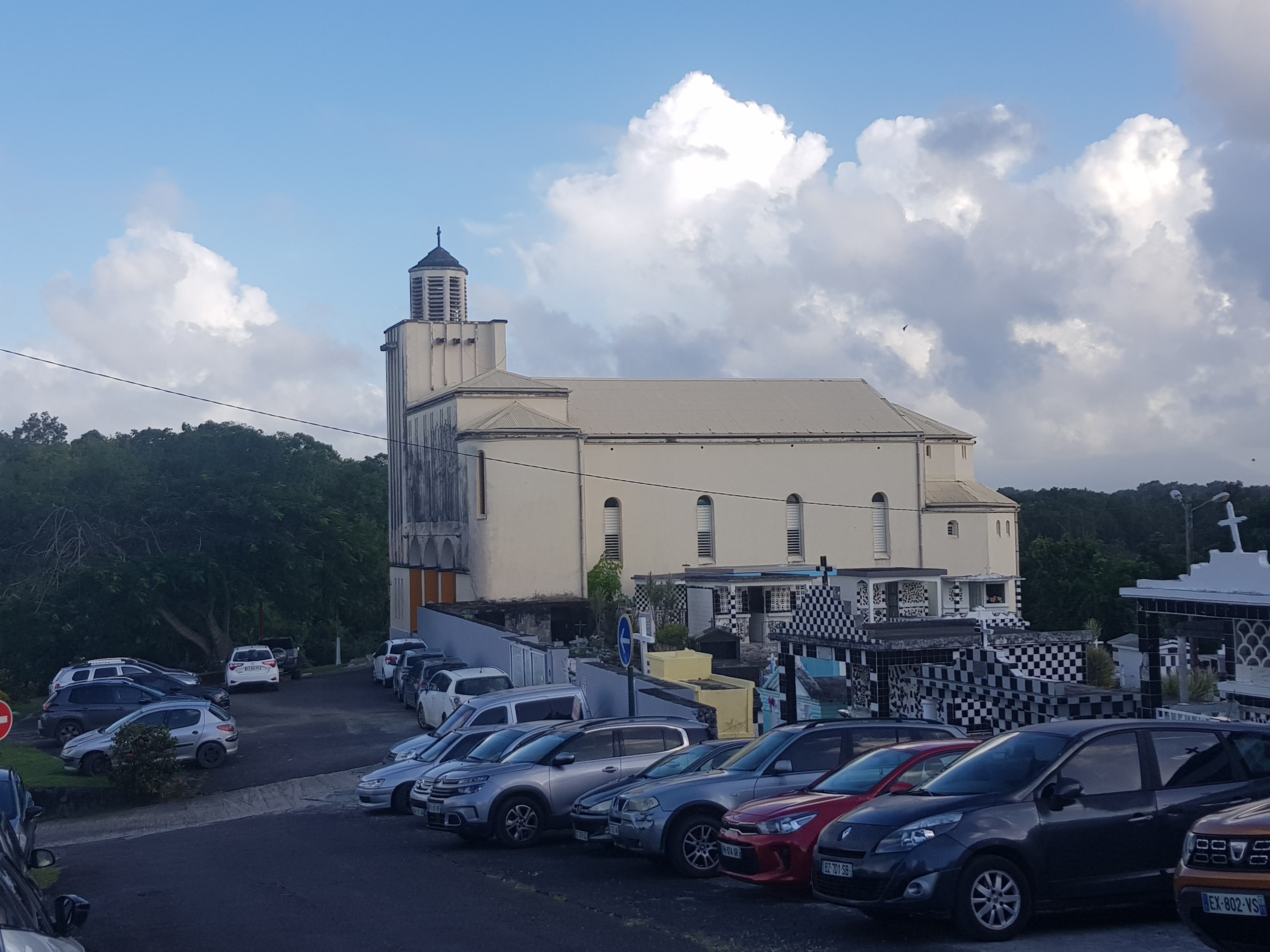
Église de Vieux-Bourg